# Янголи на краю поля
Янголи на краю поля — фільм 1994 року. Це ремейк однойменного фільму 1951 року.

## Сюжет
Головний герой фільму — хлопчик-підліток Роджер. У нього не дуже щасливе життя — його батька можуть посадити до в'язниці. Про це, власне, хлопчику повідомив сам його батько в їх останню зустріч. Після цього тато сів на свій мотоцикл, і з тих пір хлопчик його не бачив..

## У ролях
| Актор                | Роль               |
| -------------------- | ------------------ |
| Денні Ґловер         | тренер Джордж Нокс |
| Джозеф Гордон-Левітт | Роджер Бомман      |
| Бренда Фрікер        | Меггі Нельсон      |
| Тоні Данза           | Мел Кларк          |
| Крістофер Ллойд      | Ел "Бос" Ангел     |
| Бен Джонсон          | Генк Мерфі         |
| Джей О. Сандерс      | Ранчо Вайлдер      |
| Мілтон Девіс         | Джей-Пі            |
| Тейлор Негрон        | Девід Монтань      |
| Ніл Мак-Дона         | Віт Бас            |
| Едрієн Броуді        | Денні Геммерлінг   |
| Меттью Мак-Конагей   | Бен Вільямс        |
| Дермот Малруні       | Містер Бомман      |